# Hailie Mace
Hailie Janae Mace (Ventura, California, Estados Unidos; 24 de marzo de 1997) es una futbolista estadounidense. Juega como defensora para la selección de Estados Unidos y para el Kansas City NWSL de la National Women's Soccer League (NWSL) de Estados Unidos.

## Trayectoria
En 2019, Mace fue elegida por el Sky Blue FC en el segundo turno del draft universitario de la NWSL, pero no firmó con el equipo y terminó uniéndose al Melbourne City de la W-League de Australia como jugadora invitada.
En febrero de 2019, Mace firmó con el equipo sueco Fotboll Club Rosengård.

## Estadísticas

### Clubes
| Club                         | País           | Año             |
| ---------------------------- | -------------- | --------------- |
| Melbourne City               | Australia      | 2019            |
| Fotboll Club Rosengård       | Suecia         | 2019            |
| North Carolina Courage       | Estados Unidos | 2020            |
| Kristianstads DFF (préstamo) | Suecia         | 2020            |
| North Carolina Courage       | Estados Unidos | 2021            |
| Kansas City NWSL             | Estados Unidos | 2021 - presente |

## Palmarés

### Títulos nacionales
| Título         | Club                   | País   | Año  |
| -------------- | ---------------------- | ------ | ---- |
| Damallsvenskan | Fotboll Club Rosengård | Suecia | 2019 |

### Títulos internacionales
| Título                       | Club           | País           | Año  |
| ---------------------------- | -------------- | -------------- | ---- |
| Premundial Femenino Concacaf | Estados Unidos | Estados Unidos | 2018 |